# 高橋勘二
高橋 勘二（たかはし かんじ、1885年（明治18年）7月28日 - 1936年（昭和11年）4月15日）は、大日本帝国陸軍軍人。最終階級は陸軍少将。

## 経歴
1885年（明治18年）に東京府で生まれた。陸軍士官学校第17期、陸軍大学校第25期卒業。スイス駐在を経て、1929年（昭和4年）3月16日に陸軍歩兵大佐進級と同時に陸軍技術本部附となり、8月1日にオーストリア在勤帝国公使館附武官兼ハンガリー在勤帝国公使館附武官に任命された。1931年（昭和6年）6月11日に参謀本部附となり、8月1日に歩兵第15連隊長に就任し、1932年（昭和7年）5月に留守第14師団司令部附となった。
1933年（昭和8年）8月1日に陸軍少将に進級し、対馬要塞司令官に着任。1934年（昭和9年）12月に第12師団司令部附となり、1935年（昭和10年）8月1日に待命、8月28日に予備役に編入された。